# 트리코닥틸루스과
트리코닥틸루스과(Trichodactylidae)는 십각목에 속하는 게과의 하나로 트리코닥틸루스상과(Trichodactyloidea)의 유일한 과이다. 거의 모두 중앙아메리카와 남아메리카의 민물에서 살며, 일부 종은 일부 종은 상파울루 주 일랴벨라 지역 근해의 섬에서 발견된다. 50종 중에서 단 1종, Sylviocarcinus piriformis만이 화석 기록으로 알려져 있으며, 이 종은 콜롬비아의 미오세 화석에서 발견된다.

## 하위 분류
트리코닥틸루스과는 2개 아과에 15개 속을 포함하고 있다.
딜로카르키누스아과 (Dilocarcininae) Pretzmann, 1978
- Bottiella Magalhães & Türkay, 1996
- Dilocarcinus H. Milne-Edwards, 1853
- Forsteria Bott, 1969
- Fredilocarcinus Pretzmann, 1978
- Goyazana Bott, 1969
- Melocarcinus Magalhães & Türkay, 1996
- Moreirocarcinus Magalhães & Türkay, 1996
- Poppiana Bott, 1969
- Rotundovaldivia Pretzmann, 1968
- Sylviocarcinus H. Milne-Edwards, 1853
- Valdivia White, 1847
- Zilchiopsis Bott, 1969

트리코닥틸루스아과 (Trichodactylinae) H. Milne-Edwards, 1853
- Avotrichodactylus Pretzmann, 1968
- Rodriguezia Bott, 1969
- Trichodactylus Latreille, 1829